# Ectropothecium vesicularioides
Ectropothecium vesicularioides är en bladmossart som beskrevs av Hugh Neville Dixon 1935. Ectropothecium vesicularioides ingår i släktet Ectropothecium och familjen Hypnaceae. Inga underarter finns listade i Catalogue of Life.